# بیسکویت (فیلم ۲۰۲۰)
بیسکویت (انگلیسی: Biscuit) (به هندی: Biskoth) فیلم نقیضه هندی تامیل-زبان، تولید سال ۲۰۲۰ است که بر اساس فیلم کمدی آمریکایی داستان‌های زمان خواب ساخته شده‌است. نویسندگی، تهیه کنندگی و کارگردانی آن را آر. کانان بر عهده داشته‌است. نقش‌های اصلی فیلم را سانتانام و تارا آلیشا بری بازی کرده‌اند. ماجرای داستان فیلم در حد زیادی از فیلم کمدی فانتزی آمریکایی داستان‌های زمان خواب تأثیر گرفته‌است.